# Трьохізбенська волость
Трьохізбенська волость — історична адміністративно-територіальна одиниця Старобільського повіту Харківської губернії із центром у слободі Трьохізбенка.
Станом на 1885 рік складалася з 7 поселень, 4 сільських громад. Населення — 8834 особи (4353 чоловічої статі та 4481 — жіночої), 1158 дворових господарств.
|                     | Площа, десятин | У тому числі орної, дес. |
| ------------------- | -------------- | ------------------------ |
| Сільських громад    | 17332          | 8278                     |
| Приватної власності | 134            | 32                       |
| Іншої власності     | 190            | 114                      |
| Загалом             | 17656          | 8424                     |

Основні поселення волості станом на 1885:
- Трьохізбенка — колишня державна слобода при річці Сіверський Донець за 62 версти від повітового міста, 3097 осіб, 452 дворових господарства, православна церква, школа, 3 лавки.
- Бахмутівка — колишнє державне село при річці Айдар, 2401 особа, 164 дворових господарства, православна церква.
- Гречишкине — колишнє державне село при річці Айдар, 822 особи, 120 дворових господарств, православна церква.
- Райгорода (Яндилова) — колишнє державне село при річці Айдар, 1890 осіб, 260 дворових господарств, православна церква, 2 лавка.

Найбільші поселення волості станом на 1914 рік:
- слобода Трьохізбенка — 7145 мешканців.
- слобода Райгорода — 3119 мешканців.
- слобода Бахмутівка — 3421 мешканець.
- слобода Гречишкине — 1861 мешканець.

Старшиною волості був Бондарев Ілларіон Гаврилович, волосним писарем — Дудніков Стефан Лукич, головою волосного суду — Кариков Лука Лукич.